# (6735) Madhatter
(6735) Madhatter ist ein Asteroid des Hauptgürtels, der am 23. November 1992 von dem japanischen Astronomen Takeshi Urata am Nihondaira-Observatorium (IAU-Code 385) in der Provinzhauptstadt Shizuoka der Präfektur Shizuoka auf der Insel Honshū entdeckt wurde.
Der Himmelskörper wurde am 9. Januar 2001 nach der fiktiven Figur des verrückten Hutmachers benannt, einer Gestalt aus  Lewis Carrolls Roman Alice im Wunderland (Alice's Adventures in Wonderland), die dort mehrfach in Erscheinung tritt.